# Депортес Икике
Депортес Икике (на испански: Deportes Iquique), е чилийски професионален футболен отбор от Икике, регион Тарапака. Създаден е на 21 май 1978 г. Играе в чилийската Примера Дивисион. Трикратен носител на Купата на Чили.

## История
Отборът е основан през 1978 г. след сливането на аматьорските тимове Каванча и Естрея де Чиле. Още през първия си сезон във втора дивизия Депортес Икике финишира на първо място и печели промоция за елита. През 1980 г. тимът печели Купата на Чили след победа с 2:1 на финала над рекордьора по шампионски титли Коло Коло. Играе в Примера Дивисион до 1990 г., когато изпада след като завършва на предпоследно място. В този период в елита отбърът е или в средата или в долната половина на класирането, като най-високото класиране е третото място през 1988 г. Оттогава насам Депортес Икике снове между Примера Дивисион и Примера Б без да може да се задържи в една от двете дивизии за по-дълто време от четири години, а в средата на първото десетилетие на 21 век дори прекарва четири сезона в трета дивизия. Към успехите си отборът прибавя още две Купи на Чили (първата като втородивизионен тим) и един загубен финал, две шампионски титли на втора дивизия и две втори места, както и една шампионска титла на трета дивизия и още едно трето място в първа дивизия. Когато изпада в трета дивизия, Депортес Икике губи професионалния си статут и е заплашен от разформироване заради натрупани дългове.

## Футболисти

### Настоящ състав
| №             | Нац.    | Играч                  | Роден          | Последен отбор              |
| Вратари       | Вратари | Вратари                | Вратари        | Вратари                     |
| ------------- | ------- | ---------------------- | -------------- | --------------------------- |
| 1             |         | Родриго Наранхо        | 30.08.1979     | Кокимбо Унидо               |
| 12            |         | Браян Кортес           | 29.05.1995     | юноша на отбора             |
| 21            |         | Игнасио Сотомайор      | 04.12.1996     | юноша на отбора             |
| 25            |         | Карлос Гонсалес        |                | юноша на отбора             |
| Защитници     |         |                        |                |                             |
| 2             |         | Хавиер Муньос          | 24 януари 1995 | юноша на отбора             |
| 3             |         | Кристиан Овиедо        | 22.05.1980     | Сантяго Морнинг             |
| 4             |         | Марсело Хоркера        | 13.10.1992     | Универсидад де Чиле         |
| 6             |         | Кристиан Баес          | 09.05.1990     | Дефенса и Хустисия          |
| 8             |         | Маурисио Сентено       | 21.04.1984     | Депортес Ла Серена          |
| 15            |         | Борис Риелоф           | 8 януари 1984  | Коло Коло (под наем)        |
| 18            |         | Михаел Контрерас       | 10.02.1993     | Кобресал                    |
| 26            |         | Марко Контрерас        | 31.08.1994     | юноша на отбора             |
| 27            |         | Себастиан Торо         | 02.02.1990     | Коло Коло (под наем)        |
| 30            |         | Хавиер Кабесас         | 06.04.1995     | юноша на отбора             |
| Полузащитници |         |                        |                |                             |
| 5             |         | Рафаел Карока          | 19.07.1989     | Коло Коло                   |
| 7             |         | Сесар Пинарес          | 23.05.1991     | Олимпиакос Волос            |
| 14            |         | Мисаел Давила          | 17.07.1991     | Депортес Темуко             |
| 16            |         | Фернандо Ласкано Барос | 10.11.1988     | Курико Унидо                |
| 19            |         | Мисаел Кубийос         | 06.02.1996     | юноша на отбора             |
| 20            |         | Хосе Луис Силва        | 7 януари 1991  | Магаянес                    |
| 22            |         | Алваро Делгадо         | 13.05.1995     | юноша на отбора             |
| 32            |         | Маурисио Йедро         | 10.02.1987     | Уачипато                    |
|               |         | Браян Кубийос          | 30.10.1994     | юноша на отбора             |
| Нападатели    |         |                        |                |                             |
| 11            |         | Мануел Виялобос        | 15.10.1980     | Уачипато                    |
| 13            |         | Джонатан Ребойедо      | 21 януари 1991 | юноша на отбора             |
| 17            |         | Франсиско Кастро       | 04.09.1990     | Универсидад де Чиле         |
| 23            |         | Валтер Масолати        | 25.04.1990     | Химнасия и Есгрима Ла Плата |
| 26            |         | Кристиан Богадо        | 7 януари 1987  | Унион Комерсио              |
| 31            |         | Мартин Гомес           | 26 януари 1983 | Манта                       |
| 34            |         | Пиеро Пас              | 1 януари 1995  | юноша на отбора             |
| 35            |         | Кевин Меядо            | 17.07.1998     | юноша на отбора             |

### Известни бивши футболисти
- Мануел Виялобос
- Родриго Мелендес
- Родриго Перес
- Хосе Веласкес Кастийо
- Хуан Рамон Фернандес

## Успехи
- Примера Дивисион:
  - Трето място (2): 1988, 2012 А
- Примера Б:
  - Шампион (3): 1979, 1997 К, 2010
  - Вицешампион (2): 1992, 2008
- Терсера Дивисион:
  - Шампион (1): 2006
- Копа Чиле:
  - Носител (3): 1980, 2010, 2013/2014
  - Финалист (1): 2009

## Рекорди
- Най-голяма победа:
  - за първенство, Примера Дивисион: 6:1 срещу Евъртън, 23 май 1981 г.; 5:0 срещу Палестино, 9 декември 1988 г. и Депортес Ла Серена, 8 декември 1999 г.
  - за първенство, Примера Б: 9:1 срещу Сантяго Уондърърс, 27 юли 1992 г.; 8:0 срещу Магаянес, 17 ноември 1991 г.
  - за купата: 7:1 срещу Депортес Токопия, 19 май 2010 г.; 6:1 срещу Унион Сан Фелипе, 1 май 1983 г.; 5:0 срещу Депортес Овайе, 6 април 1988 г.
- Най-голяма загуба:
  - за първенство, Примера Дивисион: 7:0 срещу Кобрелоа, 17 юли 1982 г.
  - за първенство, Примера Б: 7:1 срещу Депортес Темуко, 2 септември 2001 г.
- Най-много голове: Мануел Виялобос – 61